# Comté de Lincoln (Nevada)
Pour les articles homonymes, voir Comté de Lincoln.

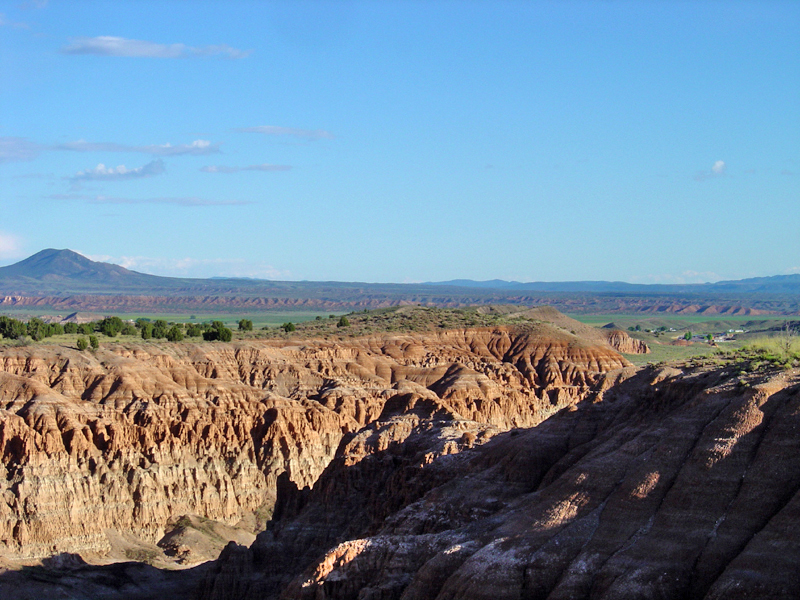
Une gorge du comté de Lincoln, près de Panaca.

Le comté de Lincoln, en anglais : Lincoln County, est un comté de l'État du Nevada, aux États-Unis. Lors du recensement de 2020, la population du comté était de 4 499 habitants. Son siège est la ville de Pioche.

## Histoire
Le comté de Lincoln a été établi en 1866 après que le Nevada a déplacé sa frontière d'État à l'est et au sud, aux dépens des territoires de l'Utah et de l'Arizona. Il porte le nom d'Abraham Lincoln, 16e président des États-Unis. La législation originale a réclamé la création d'un « comté de Stewart », après la mort du sénateur du Nevada William M. Stewart, toutefois, le comté aura gardé son nom initial.

## Géographie
Selon le Bureau du recensement des États-Unis, le comté a une surface totale de 27 549 km2, incluant 27 541 km2 de terres et 8 km2 d'eau.

### Principales routes
- U.S. Route 93
- Nevada State Route 318
- Nevada State Route 319
- Nevada State Route 375

### Comtés adjacents
- Comté de White Pine (nord)
- Comté de Nye (ouest)
- Comté de Clark (sud)
- Comté de Mohave, Arizona (sud-est)
- Comté de Washington, Utah (est)
- Comté d'Iron, Utah (est)
- Comté de Beaver, Utah (est)
- Comté de Millard, Utah (nord-est)

## Villes et cités
- Pioche
- Caliente
- Carp
- Hiko
- Panaca
- Rachel
- Alamo
- Ash Springs
- Ursine
- Barclay
- Elgin
- Pony Springs

## Démographie
| Groupe                           | Comté de Lincoln | Nevada | États-Unis |
| -------------------------------- | ---------------- | ------ | ---------- |
| Blancs                           | 91,1             | 66,2   | 72,4       |
| Métis                            | 2,7              | 4,7    | 2,9        |
| Autres                           | 2,3              | 12,0   | 6,2        |
| Noirs                            | 2,3              | 8,1    | 12,6       |
| Amérindiens                      | 1,1              | 1,2    | 0,9        |
| Asiatiques                       | 0,8              | 7,2    | 4,8        |
| Océaniens                        | 0,3              | 0,6    | 0,2        |
| Total                            | 100              | 100    | 100        |
| Hispaniques et Latino-Américains | 6,2              | 26,5   | 16,7       |

Selon l'American Community Survey, en 2010, 95,44 % de la population âgée de plus de 5 ans déclare parler l'anglais à la maison, 2,08 % l'espagnol, 1,86 % le vietnamien et 0,62 % une autre langue.